# Lista okrętów United States Navy, Z
W tej sekcji listy okrętów United States Navy wymienione są nazwy wszystkich okrętów United States Navy, których nazwa zaczyna się od Z.
Aby zobaczyć wyłącznie listę okrętów obecnie pozostających w służbie — patrz Lista obecnie służących okrętów United States Navy
W przypadku okrętów, których nazwa została użyta jednokrotnie, link USS "Nazwa_okrętu" kieruje do artykułu o konkretnym okręcie. Jeżeli nazwy użyto kilkakrotnie, link USS "Nazwa_okrętu" kieruje do strony ujednoznaczniającej z krótkimi opisami poszczególnych okrętów, natomiast linki następujące po nazwie kierują do tych okrętów bezpośrednio.

## Z
- USS "Zaanland" (1918)
- USS "Zaca" (1918, IX-73)
- USS "Zafiro" (1898)
- USS "Zahma" (IX-63)
- USS "Zane" (DD-337/DMS-14/AG-109)
- USS "Zaniah" (AG-70)
- USS "Zanzibar" (PF-92)
- USS "Zara" (SP-133)
- USS "Zaurak" (AK-117)
- USS "Zeal" (AM-131)
- USS "Zebra" (AKN-5)
- USS "Zeelandia" (1918)
- USS "Zeilin" (DD-313, APA-3)
- USS "Zelima" (AF-49)
- USS "Zellars" (DD-777)
- USS "Zenda" (SP-688)
- USS "Zenith" (SP-61)
- USS "Zenobia" (AKA-52)
- USS "Zephyr" (PC-8)
- USS "Zeppelin" (1914)
- USS "Zeta" (1864)
- USS "Zeus" (ARB-4, ARC-7)
- USS "Zigzag" (SP-106)
- USS "Zillah" (SP-2804)
- USS "Zipalong" (SP-3)
- USS "Zircon" (PY-16)
- USS "Zirkel" (1918)
- USS "Zita" (SP-21)
- USS "Zizania" (1888)
- USS "Zoraya" (SP-235)
- USS "Zouave" (1861)
- USS "Zrinyi" (1910)
- USS "Zuiderjik" (1912)
- USS "Zumbrotra" (YP-93)
- USS "Zuni" (AT/ATF-95)